# Guci Draganički
Guci Draganički is een plaats in de gemeente Jastrebarsko in de Kroatische provincie Zagreb. De plaats telt 385 inwoners (2001).